# Cimetière anglais de Florence
Le cimetière des Anglais (en italien, Cimitero degli Inglesi) est  un des cimetières de la ville de Florence. Il est situé piazzale Donatello, le long du  boulevard périphérique (Viali di Circonvallazione) qui contourne le centre historique.

## Histoire
En 1827, l'Église réformée suisse acquiert un terrain sous les fortifications de la ville, près de la Porta a Pinti (limite du Borgo Pinti) sur la route de Fiesole, et le grand-duc Léopold II de Toscane y fait installer un cimetière international œcuménique pour les ressortissants orthodoxes et protestants, qui précédemment, étaient enterrés au cimetière des Anglais de Livourne).
Carlo Reishammer, alors jeune étudiant en architecture, en définit la structure, de forme polygonale pour s'adapter à la colline sur laquelle il est construit. 
Giuseppe Poggi lui donne sa forme actuelle en 1865 lorsque Florence devient la capitale du royaume d'Italie ; il fait alors démolir les murailles anciennes pour créer le boulevard périphérique, définissant ainsi le piazzale Donatello et isolant le cimetière.
En 1877, il est fermé à la suite de la loi interdisant les sépultures à l'intérieur de l'enceinte de la cité ; les nouvelles sépultures se feront désormais au cimetière des Allori dans le quartier de Galluzzo. Il accueille néanmoins des urnes cinéraires récentes.
Le cimetière des Anglais a été restauré en 1946 par l'Agence autonome du tourisme.

## Personnalités y ayant leur tombe
- Elizabeth Barrett Browning (tombe dessinée par Frederic Leighton),
- Arthur Hugh Clough
- Hiram Powers
- Giovan Pietro Vieusseux, écrivain et éditeur italien d'origine genevoise, fondateur du Cabinet Vieusseux de Florence.
- Fanny, épouse de William Holman Hunt
- Louise, sœur d'Henry Adams
- Beatrice Shakespeare et Edward Claude Shakespeare Clench, derniers descendants de William Shakespeare.
- Frances Trollope, morte à Florence en 1863.